# Taeniotes marmoratus
Taeniotes marmoratus là một loài bọ cánh cứng trong họ Cerambycidae.